# Ibrahim Ali Khan
Ibrahim Ali Khan (Tonk, 8 novembre 1849 – Tonk, 23 giugno 1930) è stato un principe indiano.
Fu Nawab di Tonk dal 1867 al 1930.

## Biografia

### I primi anni
Ibrahim Ali Khan nacque l'8 novembre 1849 a Tonk, figlio di Muhammad Ali Khan, Nawab di Tonk e di sua moglie, una delle figlie di Ahmad Ali Khan.
Nel 1864, Ibrahim Ali Khan iniziò la pratica di sacrificare annualmente un cammello a Eid al-Adha, pratica che la sua famiglia ha continuato in maniera discontinua sino al 2014, anno nel quale il Rajasthan ha dichiarato il cammello proprio animale di stato.

### Il regno
Il padre di Ibrahim Ali Khan, Muhammad Ali Khan venne riconosciuto colpevole della strage dell'uccisione del thakur di Lawa e dei suoi parenti e per questo fu deposto dagli inglesi ed esiliato nella città di Varanasi con una pensione annua di 60.000 rupie. Per conseguenza suo figlio Ibrahim Ali Khan ascese al trono di Tonk il 20 dicembre 1867 all'età di 20 anni. Come punizione per quanto commesso da suo padre, lo stato di Tonk diminuì d'importanza per il governo inglese, che abbassò gli onori di saluto a 17 colpi di cannone anziché i 21 come in precedenza.
Lo stato di Tonk era indebitato verso gli inglesi all'epoca dell'incoronazione di Ibrahim Ali Khan, per cui il governo britannico dispose un consiglio di reggenza sotto la guida del prozio del regnante, Ubaidullah Khan. Il consiglio venne rimosso solo nel 1870 quando ad Ibrahim Ali Khan vennero concessi i pieni poteri. Ibrahim partecipò ai Delhi Durbar del 1877, 1903 e 1911.
Nel 1901 Ibrahim Ali Khan approvò il Shikar Act, la prima legge dell'attuale Rajasthan per la conservazione e la protezione delle risorse naturali, della fauna e dell'ambiente.
Ibrahim Ali Khan morì il 23 giugno 1930 a Tonk, e fu succeduto da Saadat Ali Khan, uno dei figli di Ladli Begum.

## Matrimonio e figli
Ibrahim Ali Khan ebbe sei mogli. Di queste, quattro erano di famiglia reale, una dello stato di Rampur. Esse erano: Nawab Ladli Begum, Nawab Hajira Begum, Nawab Maimuna Begum, Nawab Mulka Jamil-uz-Zamani Begum, Amir-uz-Zamani Begum and Mubarak-uz-Zamani Begum. Fu padre di ventuno figli e quindici figlie.